# Цубер, Христиан Иванович
Христиан Иванович Цубер (нем. Christian Johann Zuber) — российский медик немецкого происхождения, пионер урологии; коллежский советник.

## Биография
Христиан Цубер родился 8 (19) мая 1745 года в городе Москве в семье штаб-лекаря при Кабинете Её Величества Иоганна Христиана Цубера. Изучал медицину в Санкт-Петербургском Генеральном сухопутном госпитале (ныне Главный военный клинический госпиталь имени Н. Н. Бурденко) и 13 сентября 1762 года получил звание лекаря, а затем для дальнейшего усовершенствования в медицинских науках отправился за границу. Диссертация Х. И. Цубера «О болезнях мочевого пузыря», которую он защитил в 1771 году считается первой русской монографией по урологии. 
Возвратившись в Россию, Христиан Иванович Цубер был в 1772 году назначен доктором в Белорусскую дивизию и через шесть лет был переведен в Морской шляхетный корпус, где прослужил около восьми лет. 
В 1786 году Х. И. Цубер был назначен доктором Санкт-Петербургской губернии, а 10 августа 1797 года он был переведен на должность «доктора к кори, оспе и скарлатине». Служебную карьеру Цубер закончил на должности главного доктора Русского императорского флота, на которую был назначен 5 декабря 1801 года.
Христиан Иванович Цубер умер 10 (22) августа 1810 года.